# Lumbrineris agastos
Lumbrineris agastos är en ringmaskart som först beskrevs av Fauchald 1974.  Lumbrineris agastos ingår i släktet Lumbrineris och familjen Lumbrineridae. Arten har ej påträffats i Sverige. Inga underarter finns listade i Catalogue of Life.